# Теодосијев законик
Теодосијев законик (лат. Codex Theodosianus) објавио је 438. године источноримски цар Теодосије II.

## Законик
Теодосијев законик садржавао је све законе донете од 313. до 437. године, односно, од признавања хришћанима права верске равноправности (Миланским едиктом) па до доношења законика. Законик су 8. година (од 26. марта 429. године) састављала 22 водећа правна стручњака у две групе. Садржао је преко 2500 различитих правних прописа распоређених у 16 књига. Службено је објављен 15. фебруара 438. године, а од 1. јануара 439. године прихватио га је и западноримски цар Валентинијан III.
Теодосијев законик је представљао најопсежнију кодификацију римског права још од времена Закона 12 таблица, као и настојање да се римско право примени економским, политичким и културним околностима касне антике римског Домината, где је ауторитет цара морао бити што потпуније поткрепљен писаном речи. Теодосије је, такође, настојао учврстити хришћански карактер Царства, односно сузбити јерес, па велики део садржаја чине и едикти канонског права. 
Законик је након пада Западног Царства послужио новонасталим варватским државама и њиховим владарима као подлога за њихове властите законике. На истоку је, пак, у 6. веку постао темељ много опсежније и утицајније Јустинијанове кодификације римског права познате као Corpus iuris civilis.